# Actinote corduba
Actinote corduba är en fjärilsart som beskrevs av William Chapman Hewitson 1874. Actinote corduba ingår i släktet Actinote och familjen praktfjärilar. Inga underarter finns listade i Catalogue of Life.